# Montaldo Roero
Montaldo Roero (piemontiul: Montàud Roé) település Olaszországban, Piemont régióban, Cuneo megyében. Lakosainak száma 888 fő (2023. január 1.). Montaldo Roero Baldissero d’Alba, Corneliano d’Alba, Monteu Roero, Vezza d’Alba és Ceresole Alba községekkel határos.

## Népesség
A település lakossága az elmúlt években az alábbi módon változott:
| Lakosok száma | 837  | 859  | 888  |
|               | 2017 | 2018 | 2023 |